# Madelyn Cline
Madelyn Renee Cline (ur. 21 grudnia 1997 w Charleston) – amerykańska aktorka, która wystąpiła m.in. w filmie Wymazać siebie i serialu Outer Banks.

## Życiorys
Pochodzi z Karoliny Południowej. Gdy była młodsza, spędzała wakacje w Nowym Yorku, pracując nad reklamami – między innymi dla T-Mobile. Uczęszczała na publiczny Uniwersytet Coastal Carolina, ale porzuciła go w wieku 19 lat, by poświęcić się aktorstwu. Zagrała wiele pomniejszych ról, a w 2020 wystąpiła po raz pierwszy w głównej roli w serialu Netflixa Outer Banks.

## Życie prywatne
W czerwcu 2020 roku potwierdzono jej związek z aktorem Chasem Stokesem, z którym wystąpiła razem w Outer Banks.

## Filmografia

### Filmy
| Rok  | Tytuł                               | Rola            | Uwagi       |
| ---- | ----------------------------------- | --------------- | ----------- |
| 2009 | Milites Christi                     | Matilda         | krótkometr. |
| 2011 | 23rd Psalm: Redemption              | Maya Smith      |             |
| 2012 | Children of Wax                     | Ashlyn          | krótkometr. |
| 2014 | Bridge the Gap                      | Tanya           | krótkometr. |
| 2016 | Savannah Sunrise                    | Willow          |             |
| 2017 | Wild Flowers                        | Luna            | krótkometr. |
| 2018 | Wymazać siebie                      | Chloe           |             |
| 2019 | The Giant                           | Olivia          |             |
| 2020 | What Breaks the Ice                 | Emily           |             |
| 2021 | This Is the Night                   | Sophia Larocca  |             |
| 2022 | Glass Onion: Film z serii „Na noże” | Whiskey         |             |
| 2025 | Koszmar minionego lata              | Danica Richards |             |

### Telewizja
| Rok       | Tytuł           | Rola            | Uwagi          |
| --------- | --------------- | --------------- | -------------- |
| 2016      | The Jury        | Grace Alexander | film TV        |
| 2016–2017 | Wicedyrektorzy  | Taylor Watts    | 3 odc.         |
| 2017      | The Originals   | Jessica         | 3 odc.         |
| 2017      | Stranger Things | Tina            | 2 odc.         |
| 2020      | Day by Day      | Daisy           | 1 odc.         |
| od 2020   | Outer Banks     | Sarah Cameron   | w gł. obsadzie |